# قورباغه پوزه‌تیز نیزار
قورباغه پوزه‌تیز نیزار (نام علمی: Hyperolius acutirostris) نام یک گونه از سرده قورباغه‌های نیزار است.